# Dögbogárfélék
A dögbogárfélék (Silphidae) a bogarak (Coleoptera) rendjébe és a mindenevő bogarak (Polyphaga) alrendjébe tartozó család.

## Rendszerezés
A családot az alábbi alcsaládokra osztják:
- Nicrophorinae (Kirby, 1837)
- Silphinae (Latreille, 1806)

## Magyarországon előforduló fajok
NICROPHORINAE (Kirby, 1837) alcsalád
Nicrophorus (Fabricius, 1775) (= Necrophorus Thunberg, 1789 )
Sárgabunkós temetőbogár (Nicrophorus antennatus) (Reitter, 1884)
Nagy temetőbogár (Nicrophorus germanicus) (Linnaeus, 1758)
Fekete temetőbogár (Nicrophorus humator) (Gleditsch, 1767)
Sárgaszőrű temetőbogár (Nicrophorus interruptus) (Stephens, 1830) (= Nicrophorus  fossor Erichson, 1837)
Feketepillás temetőbogár (Nicrophorus investigator) (Zetterstedt, 1824)
Nyugati temetőbogár (Nicrophorus sepultor) (Charpentier, 1825)
Közönséges temetőbogár (Nicrophorus vespillo) (Linnaeus, 1758)
Feketecsápú temetőbogár (Nicrophorus vespilloides) (Herbst, 1783)
Szőrösnyakú temetőbogár (Nicrophorus vestigator) (Herschel, 1807)
SILPHINAE (Latreille, 1806) alcsalád
Necrodini (Portevin, 1926)  nemzetség
Necrodes (Leach, 1815)
Nagy dögbogár (Necrodes littoralis) (Linnaeus, 1758)
Silphini (Latreille, 1807)  nemzetség
Ablattaria (Reitter, 1885)
Sima csigarabló (Ablattaria laevigata) (Fabricius, 1775)
Aclypea (Reitter, 1885) (= Blitophaga Reitter, 1885)
Aranyszőrű répabogár (Aclypea opaca) (Linnaeus, 1758)
Fekete répabogár (Aclypea undata) (O.F. Müller, 1776)
Dendroxena (Motschulsky, 1858) (= Xylodrepa C.G. Thomson, 1859)
Négypettyes hernyórabló (Dendroxena quadrimaculata) (Scopoli, 1772)
Oiceoptoma (Leach, 1815) (= Oeceoptoma Agassiz, 1846 )
Vörösnyakú dögbogár (Oiceoptoma thoracicum) (Linnaeus, 1758)
Phosphuga (Leach, 1817)
Bordás csigarabló (Phosphuga atrata) (Linnaeus, 1758)
Silpha (Linnaeus, 1758)
Alpesi dögbogár (Silpha alpestris) (Kraatz, 1876) (= Silpha oblonga Küster, 1851, not Linnaeus, 1758)
Karimás dögbogár (Silpha carinata) (Herbst, 1783)
Közönséges dögbogár (Silpha obscura) (Linnaeus, 1758)
Szemecskés dögbogár (Silpha tristis) (Illiger, 1798)
Thanatophilus (Leach, 1815)
Ripacsos dögbogár (Thanatophilus rugosus) (Linnaeus, 1758)
Hegyesvállú dögbogár (Thanatophilus sinuatus) (Fabricius, 1775)

## Képek

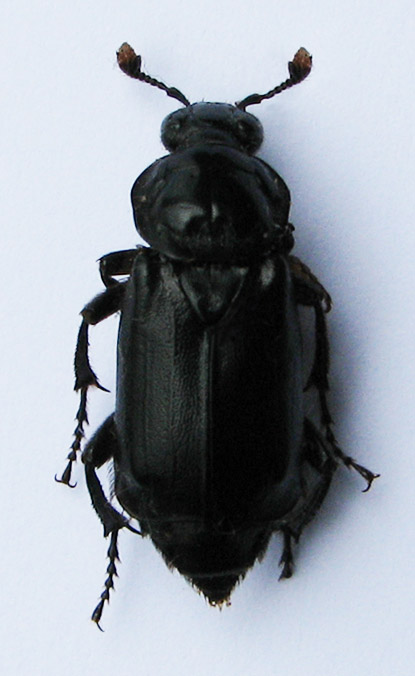
Fekete temetőbogár (Nicrophorinae)
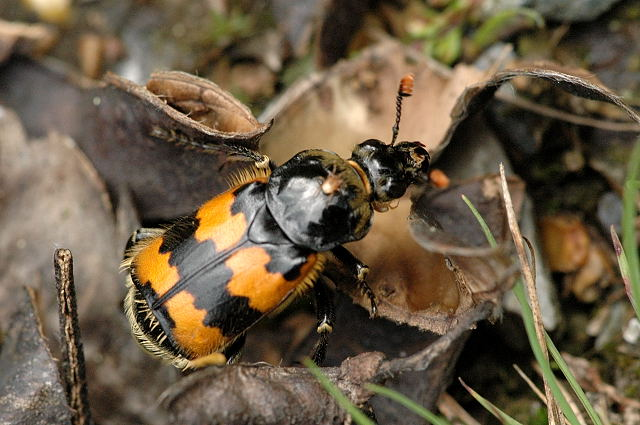
Közönséges temetőbogár (Nicrophorinae)
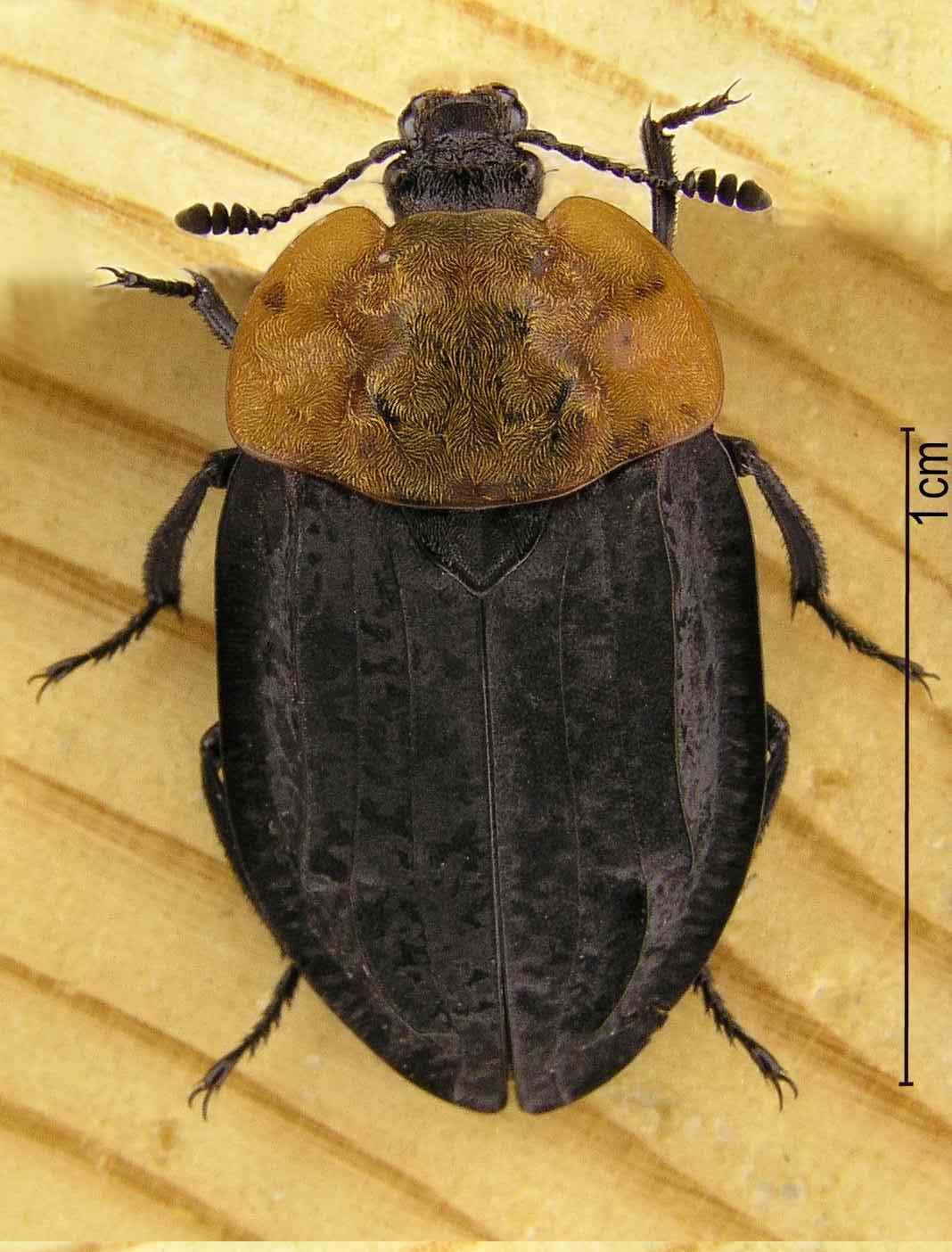
Vörösnyakú dögbogár (Silphinae)
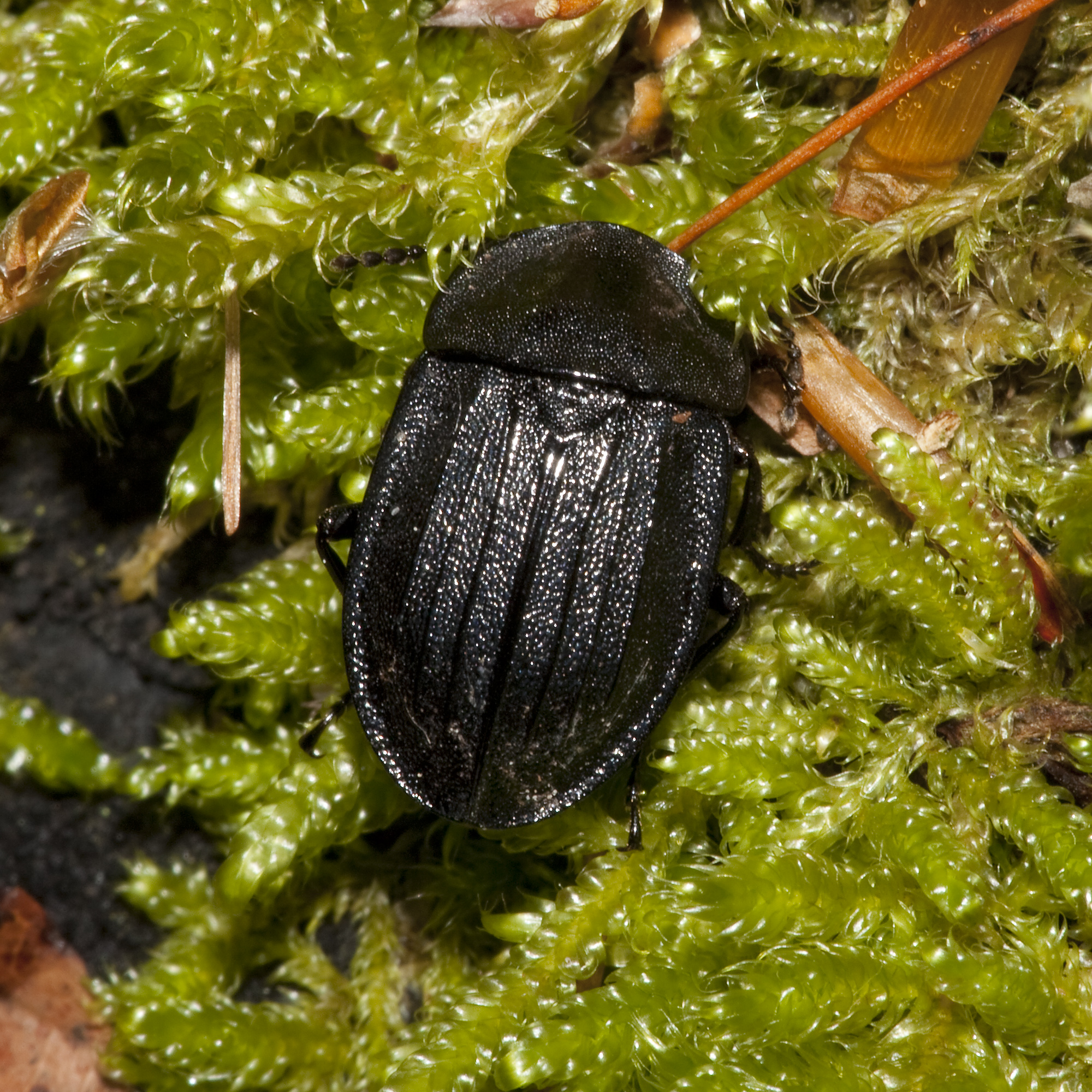
Bordás csigarabló (Silphinae)